# Verde (revista)

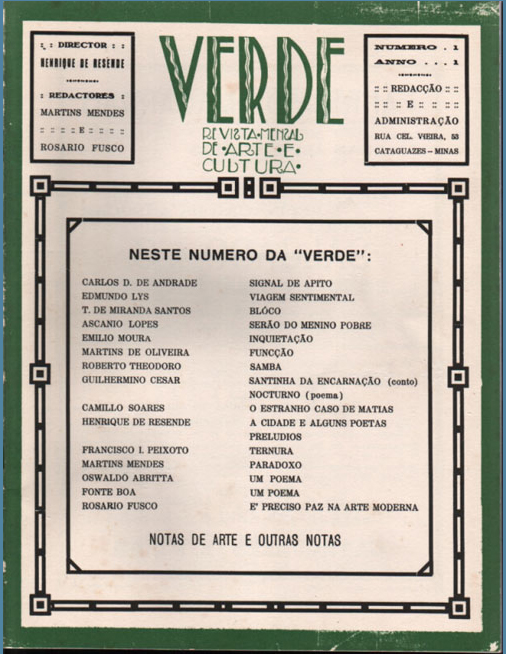
Capa de uma edição da Revista Verde.

Revista Verde foi um periódico mensal de arte e cultura do grupo artístico mineiro Movimento Verde. Editado na cidade de Cataguases, circulou de setembro de 1927 a janeiro de 1928 e em maio de 1929.
Seus integrantes foram Henrique de Resende (diretor), Antônio Martins Mendes e Rosário Fusco (redatores), Ascânio Lopes, Camilo Soares Filho, Christophoro Fonte Boa, Francisco Inácio Peixoto, Guilhermino César, Oswaldo Abritta, Renato Gama, Martins Mendes.
A publicação teve por colaboradores Mário de Andrade, Carlos Drummond de Andrade, Aníbal Machado, Antônio de Alcântara Machado, Sérgio Milliet, Ribeiro Couto, Prudente de Morais Neto, João Alphonsus, Godofredo Rangel, Marques Rebelo, entre outros. O grupo também manteve ligações com Humberto Mauro, um dos pioneiros do cinema nacional e que à época vivia em Cataguases.
Devido à morte prematura de Ascânio Lopes, aos 22 anos de idade, o periódico contou apenas com seis edições.